# Sanzhar Tashkenbay
Sanzhar Tashkenbay –en kazajo, Санжар Тәшкенбай– es un deportista kazajo que compite en boxeo. Ganó una medalla de oro en el Campeonato Mundial de Boxeo Aficionado de 2023, en el peso minimosca.

## Palmarés internacional
| Campeonato Mundial | Campeonato Mundial   | Campeonato Mundial | Campeonato Mundial |
| Año                | Lugar                | Medalla            | Categoría          |
| ------------------ | -------------------- | ------------------ | ------------------ |
| 2023               | Taskent (Uzbekistán) | Medalla de oro     | 48 kg              |